# فريدريك بيشتل
فريدريك بيشتل (بالألمانية: Friedrich Bechtel)‏ هو لغوي ألماني، ولد في 2 فبراير 1855 في Durlach ‏ في ألمانيا، وتوفي في 9 مارس 1924 في هاله في ألمانيا.

## وصلات خارجية
- فريدريك بيشتل على موقع الموسوعة البريطانية (الإنجليزية)